# Kasteel d'Erckenteel

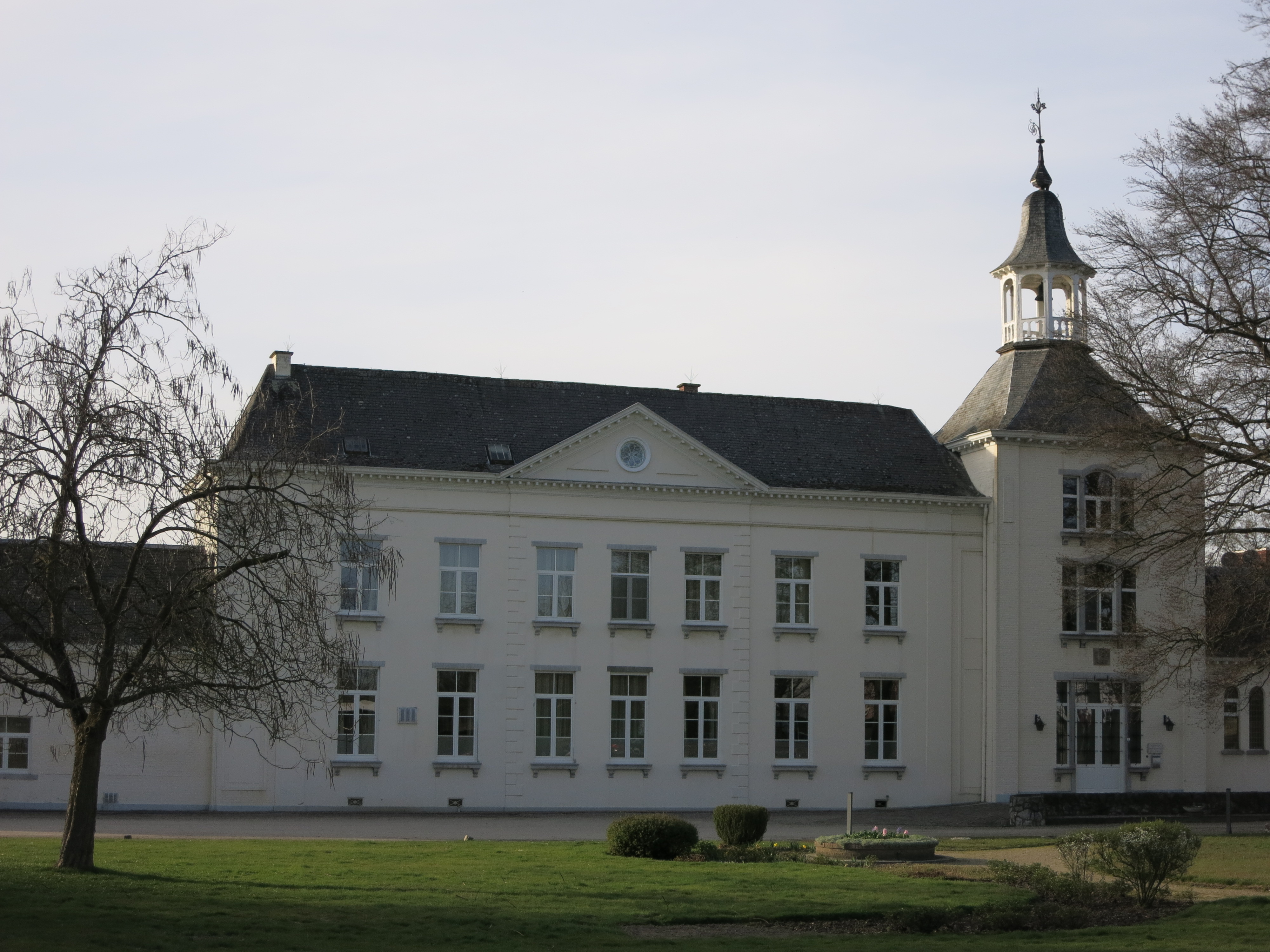

Kasteel d'Erckenteel is een kasteel gelegen aan Parkstraat in het dorp Terkoest in de Belgisch-Limburgse gemeente Alken.

## Geschiedenis
Aanvankelijk was hier een complex van losstaande gebouwen, waarvan de oudst bekende uit 1739 dateren. Het zou een jachtpaviljoen betroffen hebben. In de 2e helft van de 18e eeuw werd het gekocht door ridder Godfried d'Erckenteel de Ten Hove (1730-1820), die verbouwingen in classicistische stijl liet uitvoeren, waarbij een gesloten geheel ontstond. Na hem waren zijn zoon ridder Servais d'Erckenteel de Ten Hove (1753-1815) en kleinzoon ridder Adrien d'Erckenteel de Ten Hove (1804-1874) eigenaar van het kasteel.
Grondige verbouwingen vonden plaats in de tweede helft van de 19e eeuw (1888, 1894, 1903). Slechts twee oorspronkelijke vleugels (de noordoostelijke en de zuidoostelijke) bleven bewaard, en er werd een hoektoren bijgebouwd. Adrien was burgemeester van Alken. Hij had een dochter, Florence d'Erckenteel de Ten Hove (1859-1949), die trouwde met Jacques Claes (1859-1927), advocaat, arrondissementscommissaris van Hasselt-Maaseik en provincieraadslid van Limburg, zoon van kunstschilder Constant Claes. In 1909 werd Claes benoemd tot ridder.
Kort na 1950 verkocht zijn oudste zoon, Charles (Carlo) Claes d'Erckenteel (1883-1968), het kasteel aan de Zusters Augustinessen. Er werd een klooster en rustoord in ondergebracht. De noordoostelijke vleugel (uit 1739) werd in de jaren 1980 gesloopt. Er werden diverse moderne gebouwen om het oorspronkelijke kasteeltje gebouwd.

## Heden
Wat van het oorspronkelijke geheel bleef was een hoofdgebouw met fronton in classicistische stijl.
Het kasteel was omringd door een landgoed dat in 1855 wel 101 ha groot was. Er werd in 1856 een park in landschapsstijl aangelegd. In 1934 had het park zijn maximale oppervlakte. Tegenwoordig is het grootste deel van het landgoed volgebouwd (het dorp Terkoest ontstond na 1953), en kromp het park tot 3 ha, waarvan een derde deel uit boomgaard bestaat. Er is nog een waterpartij die als hengelvijver wordt gebruikt, en er is een bosje met Lourdesgrot.